# Stenichneumonopsis albifasciata
Stenichneumonopsis albifasciata är en stekelart som beskrevs av Heinrich 1934. Stenichneumonopsis albifasciata ingår i släktet Stenichneumonopsis och familjen brokparasitsteklar. Inga underarter finns listade i Catalogue of Life.